# Piłka nożna na Letnich Igrzyskach Olimpijskich 2008
Turniej piłki nożnej na XXIX Igrzyskach Olimpijskich trwał od 6 do 23 sierpnia 2008 roku. Areną zmagań było pięć miast: Pekin, Szanghaj, Tiencin, Shenyang i Qinhuangdao.

## Mężczyźni
W olimpijskim turnieju piłkarskim mężczyzn wystąpiło 16 zespołów. Do gry dopuszczeni zostali wyłącznie piłkarze, którzy urodzili się po 1 stycznia 1985 roku plus trzech graczy niespełniających tego wymogu.

## Faza grupowa

### Grupa A
| Zespół                   | Pld | W | D | L | GF | GA | GD | Pts |
| ------------------------ | --- | - | - | - | -- | -- | -- | --- |
| Argentyna                | 3   | 3 | 0 | 0 | 5  | 1  | +4 | 9   |
| Wybrzeże Kości Słoniowej | 3   | 2 | 0 | 1 | 6  | 4  | +2 | 6   |
| Australia                | 3   | 0 | 1 | 2 | 1  | 3  | -2 | 1   |
| Serbia                   | 3   | 0 | 1 | 2 | 3  | 7  | -4 | 1   |

| 7 sierpnia 2008 | Australia · Zadkovich 69' | 1 – 10-0 | Serbia · Rajković 78' | Shanghai Stadium, Szanghaj · Widzów: 36 184 · Sędzia: Jerome Damon ( Południowa Afryka) |
|                 |                           |          |                       |                                                                                         |

| 7 sierpnia 2008 | Wybrzeże Kości Słoniowej · Cissé 53' | 1 – 20-1 | Argentyna · Messi 43' · Acosta 86' | Shanghai Stadium, Szanghaj · Widzów: 43 266 · Sędzia: Wolfgang Stark ( Niemcy) |
|                 |                                      |          |                                    |                                                                                |

| 10 sierpnia 2008 | Argentyna · Lavezzi 76' | 1 – 00 – 0 | Australia | Shanghai Stadium, Szanghaj · Widzów: 38 182 · Sędzia: Viktor Kassai ( Węgry) |
|                  |                         |            |           |                                                                              |

| 10 sierpnia 2008 | Serbia · Mrdaković 16' · Rakić 90' | 2 – 41 – 2 | Wybrzeże Kości Słoniowej · Cissé 3' · Rajković 24' (sam.) · Kalou 70' · Gervinho 90+2' | Shanghai Stadium, Szanghaj · Widzów: 38 320 · Sędzia: Roberto Moreno Salazar ( Panama) |
|                  |                                    |            |                                                                                        |                                                                                        |

| 13 sierpnia 2008 | Wybrzeże Kości Słoniowej · Kalou 81' | 1 – 00-0 | Australia | Tianjin Olympic Center Stadium, Tianjin · Widzów: 50 437 · Sędzia: Jair Marrufo ( Stany Zjednoczone) |
|                  |                                      |          |           | |

| 13 sierpnia 2008 | Argentyna · Lavezzi 13' (k) · Buonanotte 84' | 2 – 01-0 | Serbia · Rajković | Beijing Workers’ Stadium, Pekin · Widzów: 53 668 · Sędzia: Abdullah Al Hilali ( Oman) |
|                  |                                              |          |                   |                                                                                       |

### Grupa B
| Zespół            | Pld | W | D | L | GF | GA | GD | Pts |
| ----------------- | --- | - | - | - | -- | -- | -- | --- |
| Nigeria           | 3   | 2 | 1 | 0 | 4  | 2  | +2 | 7   |
| Holandia          | 3   | 1 | 2 | 0 | 3  | 2  | +1 | 5   |
| Stany Zjednoczone | 3   | 1 | 1 | 1 | 4  | 4  | 0  | 4   |
| Japonia           | 3   | 0 | 0 | 3 | 1  | 4  | -3 | 0   |

| 7 sierpnia 2008 | Japonia | 0 – 10 – 0 | Stany Zjednoczone · Holden 47' | Tianjin Olympic Center Stadium, Tianjin · Widzów: 57 102 · Sędzia: Badara Diatta ( Senegal) |
|                 |         |            |                                |                                                                                             |

| 7 sierpnia 2008 | Holandia · Sno 90' | 0 – 0 | Nigeria | Tianjin Olympic Center Stadium, Tianjin · Widzów: 52 390 · Sędzia: Pablo Pozo ( Chile) |
|                 |                    |       |         |                                                                                        |

| 10 sierpnia 2008 | Nigeria · Obinna 58' · Anichebe 74' | 2 – 10 – 0 | Japonia · Toyoda 79' | Tianjin Olympic Center Stadium, Tianjin · Widzów: 42 592 · Sędzia: Masoud Moradi ( Iran) |
|                  |                                     |            |                      |                                                                                          |

| 10 sierpnia 2008 | Stany Zjednoczone · Kljestan 64' · Altidore 72' | 2 – 20 – 1 | Holandia · Babel 16' · Sibon 90+3' | Tianjin Olympic Center Stadium, Tianjin · Widzów: 45 016 · Sędzia: Michael Hester ( Nowa Zelandia) |
|                  |                                                 |            |                                    | |

| 13 sierpnia 2008 | Holandia · Sibon 73' (k) | 1 – 00 – 0 | Japonia | Shenyang Olympic Stadium, Shenyang · Widzów: 38 790 · Sędzia: Hector Baldassi ( Argentyna) |
|                  |                          |            |         |                                                                                            |

| 13 sierpnia 2008 | Nigeria · P. Isaac 39' · Obinna 79' | 2 – 11 – 0 | Stany Zjednoczone · Kljestan 88' (k) · Orozco | Beijing Workers’ Stadium, Pekin · Widzów: 48 096 · Sędzia: Wolfgang Stark ( Niemcy) |
|                  |                                     |            |                                               |                                                                                     |

### Grupa C
| Zespół        | Pld | W | D | L | GF | GA | GD | Pts |
| ------------- | --- | - | - | - | -- | -- | -- | --- |
| Brazylia      | 3   | 3 | 0 | 0 | 9  | 0  | +9 | 9   |
| Belgia        | 3   | 2 | 0 | 1 | 3  | 1  | +2 | 6   |
| Chiny         | 3   | 0 | 1 | 2 | 1  | 6  | -5 | 1   |
| Nowa Zelandia | 3   | 0 | 1 | 2 | 1  | 7  | -6 | 1   |

| 7 sierpnia 2008 | Brazylia · Hernanes 79' | 1 – 00-0 | Belgia · 25', 72'Kompany · 82', 87'Fellaini | Shenyang Olympic Stadium, Shenyang · Widzów: 39 661 · Sędzia: Khalil Al Ghamdi ( Arabia Saudyjska) |
|                 |                         |          |                                             | |

| 7 sierpnia 2008 | Chiny · Dong 88' | 1 – 10 – 0 | Nowa Zelandia · 29', 39' Old · Brockie 53' | Shenyang Olympic Stadium, Shenyang · Widzów: 41 407 · Sędzia: Martín Vázquez ( Urugwaj) |
|                 |                  |            |                                            |                                                                                         |

| 10 sierpnia 2008 | Nowa Zelandia | 0 – 50 – 2 | Brazylia · Anderson 3' · Alexandre Pato 34' · Ronaldinho 55' 61' (k) · Rafael Sobis 93' | Shenyang Olympic Stadium, Shenyang · Widzów: 44 951 · Sędzia: Stephane Lannoy ( Francja) |
|                  |               |            |                                                                                         |                                                                                          |

| 10 sierpnia 2008 | Belgia · Dembélé 8' · Mirallas 79' | 2 – 01 – 0 | Chiny | Shenyang Olympic Stadium, Shenyang · Widzów: 45 756 · Sędzia: Héctor Baldassi ( Argentyna) |
|                  |                                    |            |       |                                                                                            |

| 13 sierpnia 2008 | Chiny | 0 – 30-1 | Brazylia · Diego 18' · Thiago Neves 69' 73' | Qinhuangdao Olympic Sports Center Stadium, Qinhuangdao · Widzów: 31 984 · Sędzia: Jerome Damon ( Południowa Afryka) |
|                  |       |          |                                             | |

| 13 sierpnia 2008 | Nowa Zelandia · Ellensohn | 0 – 10-1 | Belgia · Haroun 35' | Shanghai Stadium, Szanghaj · Widzów: 45 202 · Sędzia: Pablo Pozo ( Chile) |
|                  |                           |          |                     |                                                                           |

### Grupa D
| Zespół           | Pld | W | D | L | GF | GA | GD | Pts |
| ---------------- | --- | - | - | - | -- | -- | -- | --- |
| Włochy           | 3   | 2 | 1 | 0 | 6  | 0  | +6 | 7   |
| Kamerun          | 3   | 1 | 2 | 0 | 2  | 1  | +1 | 5   |
| Korea Południowa | 3   | 1 | 1 | 1 | 2  | 4  | -2 | 4   |
| Honduras         | 3   | 0 | 0 | 3 | 0  | 5  | -5 | 0   |

| 7 sierpnia 2008 | Honduras | 0 – 30-2 | Włochy · Giovinco 41' · Rossi 45' (k) · Acquafresca 52' (k) | Qinhuangdao Olympic Sports Center Stadium, Qinhuangdao · Widzów: 21 680 · Sędzia: Damir Skomina ( Słowenia) |
|                 |          |          |                                                             | |

| 7 sierpnia 2008 | Korea Południowa · Park 68' | 1 – 10-0 | Kamerun · Mandjeck 81' · 90' Baning | Qinhuangdao Olympic Sports Center Stadium, Qinhuangdao · Widzów: 21 943 · Sędzia: Jair Maruffo ( Stany Zjednoczone) |
|                 |                             |          |                                     | |

| 10 sierpnia 2008 | Kamerun · M’Bia 74' | 1 – 00-0 | Honduras | Qinhuangdao Olympic Sports Center Stadium, Qinhuangdao · Widzów: 28 657 · Sędzia: Abdullah Al Hilali ( Oman) |
|                  |                     |          |          | |

| 10 sierpnia 2008 | Włochy · Rossi 15' · Rocchi 31' · Montolivo 90' | 3 – 02-0 | Korea Południowa | Qinhuangdao Olympic Sports Center Stadium, Qinhuangdao · Widzów: 29 455 · Sędzia: Thomas Einwaller ( Austria) |
|                  |                                                 |          |                  | |

| 13 sierpnia 2008 | Korea Południowa · Kim 23' | 1 – 0 | Honduras | Shanghai Stadium, Szanghaj |
|                  |                            |       |          |                            |

| 13 sierpnia 2008 | Kamerun · Mandjeck | 0 – 0 | Włochy | Tianjin Olympic Center Stadium, Tianjin · Widzów: 47 307 · Sędzia: Martin Vasquez ( Urugwaj) |
|                  |                    |       |        |                                                                                              |

## Faza pucharowa

### Ćwierćfinały
| 16 sierpnia 2008 | Nigeria · Odemwingie 44' · Obinna 82' (k) | 2 – 01-0 | Wybrzeże Kości Słoniowej | Qinhuangdao Olympic Sports Center Stadium, Qinhuangdao · Widzów: 28 944 · Sędzia: Masoud Moradi ( Iran) |
|                  |                                           |          |                          | |

| 16 sierpnia 2008 | Włochy · Rossi 18' (k) 74' (k) · Viviano | 2 – 31-2 | Belgia · Dembele 23' 79' · Mirallas 45+2' · Vermaelen | Beijing Workers’ Stadium, Pekin · Widzów: 50 802 · Sędzia: Hector Baldassi ( Argentyna) |
|                  |                                          |          |                                                       |                                                                                         |

| 16 sierpnia 2008 | Argentyna · Messi 14' · Di Maria 105' | 2 – 1 (dogr.)1-1 | Holandia · Bakkal 36' | Shanghai Stadium, Szanghaj · Widzów: 51 366 · Sędzia: Jair Marrufo ( Stany Zjednoczone) |
|                  |                                       |                  |                       |                                                                                         |

| 16 sierpnia 2008 | Brazylia · Rafael Sobis 101' · Marcelo 105' | 2 – 0 (dogr.)0-0 | Kamerun · Baning | Shenyang Olympic Stadium, Shenyang · Widzów: 41 043 · Sędzia: Damir Skomina ( Słowenia) |
|                  |                                             |                  |                  |                                                                                         |

### Półfinały
| 19 sierpnia 2008 | Nigeria · Adefemi 17' · Ogbuke 59' 72' · Okonkwo 78' | 4 – 11-0 | Belgia · Ciman 88' | Shanghai Stadium, Szanghaj · Widzów: 56 312 · Sędzia: Pablo Pozo ( Chile) |
|                  |                                                      |          |                    |                                                                           |

| 19 sierpnia 2008 | Argentyna · Agüero 52' 58' · Riquelme 76' (k) | 3 – 00-0 | Brazylia | Beijing Workers’ Stadium, Pekin · Widzów: 52 968 · Sędzia: Martin Vasquez ( Urugwaj) |
|                  |                                               |          |          |                                                                                      |

### Mecz o trzecie miejsce
| 22 sierpnia 2008 | Belgia | 0 – 30 – 2 | Brazylia · Diego 28' · Jô 45' 90' | Shanghai Stadium, Szanghaj · Widzów: 50 705 · Sędzia: Thomas Einwaller ( Austria) |
|                  |        |            |                                   |                                                                                   |

### Finał
| 23 sierpnia 2008 | Nigeria | 0 – 10 – 0 | Argentyna · Di María 58' | Stadion Narodowy w Pekinie, Pekin · Widzów: 89 102 · Sędzia: Viktor Kassai ( Węgry) |
|                  |         |            |                          |                                                                                     |

## Medaliści
| Lp. | Państwo   | Medal |
| --- | --------- | ----- |
| 1   | Argentyna |       |
| 2   | Nigeria   |       |
| 3   | Brazylia  |       |

## Kobiety
W turnieju kobiet wystąpiło 12 zespołów bez limitu wieku dla zawodniczek.

## Faza grupowa

### Grupa E
| Zespół    | Pld | W | D | L | GF | GA | GD | Pts |
| --------- | --- | - | - | - | -- | -- | -- | --- |
| Chiny     | 3   | 2 | 1 | 0 | 5  | 2  | +3 | 7   |
| Szwecja   | 3   | 2 | 0 | 1 | 4  | 3  | +1 | 6   |
| Kanada    | 3   | 1 | 1 | 1 | 4  | 4  | 0  | 4   |
| Argentyna | 3   | 0 | 0 | 3 | 1  | 5  | -4 | 0   |

| 6 sierpnia 2008 | Argentyna · Manicler 85' | 1 – 20 – 1 | Kanada · Chapman 27' · Lang 72' | Tianjin Olympic Center Stadium, Tianjin · Widzów: 23 201 · Sędzia: Christine Beck ( Niemcy) |
|                 |                          |            |                                 |                                                                                             |

| 6 sierpnia 2008 | Chiny · Xu 6' · Han 72' | 2 – 11 – 1 | Szwecja · Schelin 38' | Tianjin Olympic Center Stadium, Tianjin · Widzów: 37 902 · Sędzia: Hong Eun-ah ( Korea Południowa) |
|                 |                         |            |                       | |

| 9 sierpnia 2008 | Szwecja · Fischer 56' | 1 – 00-0 | Argentyna | Tianjin Olympic Center Stadium, Tianjin · Widzów: 38 293 · Sędzia: Dianne Ferreira-James ( Gujana) |
|                 |                       |          |           | |

| 9 sierpnia 2008 | Kanada · Sinclair 34' | 1 – 1 | Chiny · Xu 36' | Tianjin Olympic Center Stadium, Tianjin · Widzów: 52 600 · Sędzia: Damková Dagmar ( Czechy) |
|                 |                       |       |                |                                                                                             |

| 12 sierpnia 2008 | Szwecja · Schelin 19' 51' | 2 – 11-0 | Kanada · Tancredi 63' | Beijing Workers’ Stadium, Pekin · Widzów: 51 112 · Sędzia: Pannipar Kamnueng ( Tajlandia) |
|                  |                           |          |                       |                                                                                           |

| 12 sierpnia 2008 | Chiny · Quinones 52' (o.g.) · Gu 90' | 2 – 00-0 | Argentyna | Qinhuangdao Olympic Sports Center Stadium, Qinhuangdao · Widzów: 31 492 · Sędzia: Nicole Petignat ( Szwajcaria) |
|                  |                                      |          |           | |

### Grupa F
| Zespół         | Pld | W | D | L | GF | GA | GD | Pts |
| -------------- | --- | - | - | - | -- | -- | -- | --- |
| Brazylia       | 3   | 2 | 1 | 0 | 5  | 2  | +3 | 7   |
| Niemcy         | 3   | 2 | 1 | 0 | 2  | 0  | +2 | 7   |
| Korea Północna | 3   | 1 | 0 | 2 | 2  | 3  | -1 | 3   |
| Nigeria        | 3   | 0 | 0 | 3 | 1  | 5  | -4 | 0   |

| 6 sierpnia 2008 | Niemcy | 0 – 0 | Brazylia | Shenyang Olympic Stadium, Shenyang · Widzów: 20 703 · Sędzia: Kari Seitz ( Stany Zjednoczone) |
|                 |        |       |          |                                                                                               |

| 6 sierpnia 2008 | Korea Północna · Kim K.H. 27' | 1 – 0 | Nigeria | Shenyang Olympic Stadium, Shenyang · Widzów: 24 804 · Sędzia: Shane de Silva ( Trynidad i Tobago) |
|                 |                               |       |         |                                                                                                   |

| 9 sierpnia 2008 | Nigeria | 0 – 10-0 | Niemcy · Stegemann 65' | Shenyang Olympic Stadium, Shenyang · Widzów: 19 266 · Sędzia: Jenny Palmqvist ( Szwecja) |
|                 |         |          |                        |                                                                                          |

| 9 sierpnia 2008 | Brazylia · Daniela 14' · Marta 22' | 2 – 12 – 0 | Korea Północna · Ri Kum-suk 90' | Shenyang Olympic Stadium, Shenyang · Widzów: 19 616 · Sędzia: Niu Huijun ( Chiny) |
|                 |                                    |            |                                 |                                                                                   |

| 12 sierpnia 2008 | Nigeria · Nkwocha 19' (k) | 1 – 31-3 | Brazylia · Cristiane 33' 35' 45+3' | Beijing Workers’ Stadium, Pekin · Widzów: 51 112 · Sędzia: Eun Ah Hong ( Korea Południowa) |
|                  |                           |          |                                    |                                                                                            |

| 12 sierpnia 2008 | Korea Północna | 0 – 10-0 | Niemcy · Mittag 86' | Tianjin Olympic Center Stadium, Tianjin · Widzów: 12 387 · Sędzia: Dianne Ferreira-James ( Gujana) |
|                  |                |          |                     | |

### Grupa G
| Zespół            | Pld | W | D | L | GF | GA | GD | Pts |
| ----------------- | --- | - | - | - | -- | -- | -- | --- |
| Stany Zjednoczone | 3   | 2 | 0 | 1 | 5  | 2  | +3 | 6   |
| Norwegia          | 3   | 2 | 0 | 1 | 4  | 5  | -1 | 6   |
| Japonia           | 3   | 1 | 1 | 1 | 7  | 4  | +3 | 4   |
| Nowa Zelandia     | 3   | 0 | 1 | 2 | 2  | 7  | -5 | 1   |

| 6 sierpnia 2008 | Japonia · Miyama 72' (k) · Sawa 86' | 2 – 20 – 1 | Nowa Zelandia · Yallop 37' · Hearn 56' (k) | Qinhuangdao Olympic Sports Center Stadium, Qinhuangdao Widzów: 10 270 Sędzia: Deidre Mitchell |
|                 |                                     |            |                                            |                                                                                               |

| 6 sierpnia 2008 | Norwegia · Kaurin 2' · Wiik 4' | 2 – 0 | Stany Zjednoczone | Qinhuangdao Olympic Sports Center Stadium, Qinhuangdao · Widzów: 17 673 · Sędzia: Nicole Petignat ( Szwajcaria) |
|                 |                                |       |                   | |

| 9 sierpnia 2008 | Stany Zjednoczone · Lloyd 27' | 1 – 00-0 | Japonia | Qinhuangdao Olympic Sports Center Stadium, Qinhuangdao · Widzów: 16 912 · Sędzia: Pannipar Kamnueng ( Tajlandia) |
|                 |                               |          |         | |

| 9 sierpnia 2008 | Nowa Zelandia | 0 – 1 | Norwegia · Wiik 8' | Qinhuangdao Olympic Sports Center Stadium, Qinhuangdao · Widzów: 7285 · Sędzia: Estela Alvarez ( Argentyna) |
|                 |               |       |                    | |

| 12 sierpnia 2008 | Stany Zjednoczone · O’Reilly 1' · Rodriguez 43' · Tarpley 56' · Hucles 60' | 4 – 02-0 | Nowa Zelandia | Shenyang Olympic Stadium, Shenyang · Widzów: 12 453 · Sędzia: Dagmar Damkova ( Czechy) |
|                  |                                                                            |          |               |                                                                                        |

| 12 sierpnia 2008 | Norwegia · Knutsen 27' | 1 – 51-1 | Japonia · Kinga 31' · Folstad 51' (o.g.) · Ōno 52' · Sawa 70' · Hara 83' | Shanghai Stadium, Szanghaj · Widzów: 16 872 · Sędzia: Shane De Silva ( Trynidad i Tobago) |
|                  |                        |          |                                                                          |                                                                                           |

## Faza pucharowa

### Ćwierćfinały
| 15 sierpnia 2008 | Brazylia · Daniela 44' · Marta 57' | 2 – 11-0 | Norwegia · Nordby 83' (k) | Tianjin Olympic Center Stadium, Tianjin · Widzów: 26 174 · Sędzia: Kari Seitz ( Stany Zjednoczone) |
|                  |                                    |          |                           | |

| 15 sierpnia 2008 | Szwecja | 0 – 2 (dogr.)0-0 | Niemcy · Garefrekes 105' · Laudehr 115' | Shenyang Olympic Stadium, Shenyang · Widzów: 17 209 · Sędzia: Dagmar Damkova ( Czechy) |
|                  |         |                  |                                         |                                                                                        |

| 15 sierpnia 2008 | Chiny | 0 – 20-1 | Japonia · Sawa 15' · Nagasato 80' | Qinhuangdao Olympic Sports Center Stadium, Qinhuangdao · Widzów: 28 459 · Sędzia: Christine Beck ( Niemcy) |
|                  |       |          |                                   | |

| 15 sierpnia 2008 | Stany Zjednoczone · Hucles 12' · Kai 101' | 2 – 1 (dogr.)1-1 | Kanada · Sinclair 30' | Shanghai Stadium, Szanghaj · Widzów: 26 129 · Sędzia: Jenny Palmqvist ( Szwecja) |
|                  |                                           |                  |                       |                                                                                  |

### Półfinały
| 18 sierpnia 2008 | Brazylia · Formiga 43' · Cristiane 49' 76' · Marta 53' | 4 – 11 – 1 | Niemcy · Prinz 10' | Shanghai Stadium, Szanghaj · Widzów: 26 976 · Sędzia: Hong Eun-ah ( Korea Południowa) |
|                  |                                                        |            |                    |                                                                                       |

| 18 sierpnia 2008 | Japonia · Ōno 16' · Arakawa 93' | 2 – 4 | Stany Zjednoczone · Hucles 41' 80' · Chalupny 44' · O’Reilly 70' | Tianjin Olympic Center Stadium, Tianjin · Widzów: 50 937 · Sędzia: Nicole Petignat ( Szwajcaria) |
|                  |                                 |       |                                                                  |                                                                                                  |

### Mecz o trzecie miejsce
| 21 sierpnia 2008 | Niemcy · Bajramaj 69' 87' | 2 – 00-0 | Japonia | Beijing Workers’ Stadium, Pekin · Widzów: 49 285 · Sędzia: Estela Alvarez ( Argentyna) |
|                  |                           |          |         |                                                                                        |

### Finał
| 21 sierpnia 2008 | Brazylia | 0 – 1 (dogr.)0-0 | Stany Zjednoczone · Lloyd 96' | Beijing Workers’ Stadium, Pekin · Widzów: 51 612 · Sędzia: Dagmar Damkova ( Czechy) |
|                  |          |                  |                               |                                                                                     |

## Medalistki
| Lp. | Państwo           | Medal |
| --- | ----------------- | ----- |
| 1   | Stany Zjednoczone |       |
| 2   | Brazylia          |       |
| 3   | Niemcy            |       |

## Strzelcy
5 goli
- Cristiane ( Brazylia)

4 gole
- Giuseppe Rossi ( Włochy)

3 gole
- Lotta Schelin ( Szwecja)
- Homare Sawa ( Japonia)
- Marta ( Brazylia)

2 gole
- Melissa Wiik ( Norwegia)
- Xu Yuan ( Chiny)
- Daniela ( Brazylia)
- Christine Sinclair ( Kanada)
- Angela Hucles ( Stany Zjednoczone)
- Carli Lloyd ( Stany Zjednoczone)
- Heather O’Reilly ( Stany Zjednoczone)
- Birgit Prinz ( Niemcy)
- Fatmire Bajramaj ( Niemcy)

1 gol
- Sebastian Giovinco ( Włochy)
- Riccardo Montolivo ( Włochy)
- Tommaso Rocchi ( Włochy)
- Robert Acquafresca ( Włochy)
- Ludmila Manicler ( Argentyna)
- Candace-Marie Chapman ( Kanada)
- Kara Lang ( Kanada)
- Melissa Tancredi ( Kanada)
- Aya Miyama ( Japonia)
- Yukari Kinga ( Japonia)
- Shinobu Ōno ( Japonia)
- Ayumi Hara ( Japonia)
- Yuki Nagasato ( Japonia)
- Kirsty Yallop ( Nowa Zelandia)
- Amber Hearn ( Nowa Zelandia)
- Han Duan ( Chiny)
- Gu Yasha ( Chiny)
- Nilla Fischer ( Szwecja)
- Kim Kyong-hwa ( Korea Północna)
- Leni Larsen Kaurin ( Norwegia)
- Guro Knutsen ( Norwegia)
- Siri Nordby ( Norwegia)
- Amy Rodriguez ( Stany Zjednoczone)
- Lindsay Tarpley ( Stany Zjednoczone)
- Natasha Kai ( Stany Zjednoczone)
- Kerstin Stegemann ( Niemcy)
- Anja Mittag ( Niemcy)
- Kerstin Garefrekes ( Niemcy)
- Simone Laudehr ( Niemcy)
- Perpetua Nkwocha ( Nigeria)
- Formiga ( Brazylia)

Gole samobójcze
- Maria Quinones ( Argentyna) (mecz z Chinami)
- Gunhild Folstad ( Norwegia) (mecz z Japonią)